# Sweden Cup 1984
Der Sweden Cup 1984 war ein in Göteborg und Karlstadt in Schweden stattfindendes Eishockeyturnier, bei welchem sich die Nationalmannschaften Finnlands, der Sowjetunion, der ČSSR und Schwedens maßen. Es war nach dem Vorgängerturnier Sweden Cup 1980 die zweite Austragung dieser Veranstaltung und fand wiederum im Anschluss an die Olympischen Winterspiele vom 9. bis 12. April 1984 statt.

## Spiele
| 9. April 1984 | Tschechoslowakei Petr Rosol Vladimír Růžička Jiří Lála | 3:2 (2:1, 1:0, 0:1) | Schweden Peter Gradin Thomas Åhlén | Zuschauer: 5.000 |

| 9. April 1984 | UdSSR Nikolai Drosdezki (2) Alexei Kassatonow Andrei Chomutow Igor Larionow (2) Sergei Swetlow (2) | 8:2 (3:2, 1:0, 4:0) Spielbericht | Finnland Petteri Lehto Raimo Helminen | Göteborg Zuschauer: 3.000 |

| 10. April 1984 | Tschechoslowakei Dárius Rusnák (2) Vladimír Růžička Jiří Lála Vladimír Caldr Radoslav Svoboda Dušan Pašek Vincent Lukáč Jiří Hrdina | 9:3 (1:0, 2:2, 6:1) | Finnland Pekka Rautakallio Risto Jalo Anssi Melametsä | Zuschauer: 1.500 |

| 10. April 1984 | UdSSR Sinetula Biljaletdinow Wjatscheslaw Fetissow Wladimir Kowin Alexander Koschewnikow (2) Igor Larionow Wassili Perwuchin Sergei Swetlow (2) Wiktor Tjumenew | 10:1 (3:1, 2:0, 5:0) Spielbericht | Schweden Mats Waltin | Göteborg Zuschauer: 5.000 |

| 12. April 1984 | Tschechoslowakei Vladimír Růžička Eduard Uvíra Vincent Lukáč Igor Liba Dušan Pašek Jiří Lála Rudolf Suchánek | 7:2 (2:1, 2:0, 3:1) Spielbericht | Sowjetunion Alexander Koschewnikow (2) | Karlstadt Zuschauer: 4.500 |

| 12. April 1984 | Finnland Tony Arima Raimo Helminen Harri Tuohimaa Esa Tikkanen Juha Tuohimaa | 5:5 (3:1, 1:4, 1:0) | Schweden Kent Johansson Göran Lindblom Jan Claesson Ulf Samuelsson Kent Johansson | Zuschauer: 4.000 |

## Tabelle
| Platz | Mannschaft  | Spiele | S | U | N | Tore  | P |
| ----- | ----------- | ------ | - | - | - | ----- | - |
|       | ČSSR        | 3      | 3 | 0 | 0 | 19:07 | 6 |
|       | Sowjetunion | 3      | 2 | 0 | 1 | 20:10 | 4 |
|       | Schweden    | 3      | 0 | 1 | 2 | 08:18 | 1 |
| 4.    | Finnland    | 3      | 0 | 1 | 2 | 10:22 | 1 |

## Auszeichnungen
| Bester Scorer: | Sergei Swetlow 5 Punkte (4 Tore, 1 Vorlage) |